# Алис не живее вече тук
„Алис не живее вече тук“ (на английски: Alice Doesn't Live Here Anymore) е американски трагикомичен филм от 1974 г. на режисьора Мартин Скорсезе. Премиерата е на 9 декември 1974 г. в Лос Анджелис.

## В ролите
| Изпълнител        | Роля         |
| ----------------- | ------------ |
| Елън Бърстин      | Алис Хайът   |
| Крис Кристофърсън | Дейвид       |
| Алфред Лътър      | Томи Хайът   |
| Даян Лад          | Фло          |
| Джоди Фостър      | Одри         |
| Били Буш          | Доналд Хайът |
| Харви Кайтел      | Бен          |
| Валъри Къртин     | Вера         |
| Лелиа Голдони     | Биа          |

## Награди и номинации
| Категория                           | Номиниран(и)            | Резултат                |
| Оскар (8 април 1975 г.)             | Оскар (8 април 1975 г.) | Оскар (8 април 1975 г.) |
| ----------------------------------- | ----------------------- | ----------------------- |
| Най-добра женска роля               | Елън Бърстин            | награда                 |
| Най-добър оригинален сценарий       | Робърт Гечел            | номинация               |
| Най-добра поддържаща женска роля    | Даян Лад                | номинация               |
| Награда на БАФТА (1976 г.)          |                         |                         |
| Най-добър филм                      | Най-добър филм          | награда                 |
| Най-добър сценарий                  | Робърт Гечел            | награда                 |
| Най-добра актриса в главна роля     | Елън Бърстин            | награда                 |
| Най-добра актриса в поддържаща роля | Даян Лад                | награда                 |
| Най-добра режисура                  | Мартин Скорсезе         | номинация               |
| Най-добра актриса в поддържаща роля | Лелиа Голдони           | номинация               |
| Най-добър дебют в главна роля       | Алфред Лътър            | номинация               |
| Златен глобус (25 януари 1975 г.)   |                         |                         |
| Най-добра актриса в драматичен филм | Елън Бърстин            | номинация               |
| Най-добра актриса в поддържаща роля | Даян Лад                | номинация               |